# Není kouře bez tance
Není kouře bez tance (v anglickém originále Smoke on the Daughter) je 15. díl 19. řady (celkem 415.) amerického animovaného seriálu Simpsonovi. Scénář napsal Billy Kimball a díl režíroval Lance Kramer. V USA měl premiéru dne 30. března 2008 na stanici Fox Broadcasting Company a v Česku byl poprvé vysílán 17. května 2009 na stanici ČT2.

## Děj
Homer převlečený za draka se snaží vzbudit Barta, aby s ním, Lízou, Marge a Maggie šel na půlnoční prodej poslední knihy ze série Angelica Buttonová. Celá rodina si pak jde stoupnout do fronty spolu s většinou obyvatel Springfieldu. O půlnoci se Homer nemůže dočkat; vtrhne do knihkupectví a za ním i zbytek lidí ve frontě. V autě cestou domů Líza knihu přečte, oznámí, že má šťastný konec, a pak Simpsonovi knihu vyhodí z auta. Když se vrátí domů, rozhodnou se dívat na televizi. 
Při sledování televize uvidí Marge reklamu na baletní akademii Chazze Busbyho a prozradí Líze, že se vždycky chtěla stát baletkou. Líza Marge řekne, že si svůj sen může splnit i jako dospělá, a povzbudí ji, aby se na baletní akademii přihlásila. I když Marge při konkurzu zpočátku klopýtá, dokáže se projevit jako talentovaná tanečnice a Busby ji nechá stát se studentkou jeho školy. Mezitím Homer vezme Barta do sklepa a představí mu tajnou místnost, ve které vyrábí sušené hovězí maso. Když Marge dostane během svého tanečního vystoupení křeč do nohy, Busby ji vyhodí. Když se Líza s Busbym o jeho rozhodnutí pohádá, všimne si, že Líza má přirozeně dokonalé držení těla, a požádá ji, aby se připojila k jeho akademii, a Marge nabídku jménem Lízy přijme. Ať však Lisa trénuje sebevíc, brzy se ukáže, že je špatnou baletní studentkou. O přestávce se Líza omylem nadýchá kouře z cigaret ostatních studentů. Když přestávka skončí, Líza vstoupí do studia a předvádí lepší výkony než kdykoli předtím, z čehož vyvodí, že díky pasivnímu kouření vyniká. 
Mezitím Homer a Bart nabídnou Apuovi, že mu prodají sušené hovězí maso, aby zvýšili tržby Kwik-E-Martu navzdory Apuovu hinduismu. Homer s Bartem ovšem zjistí, že jejich místnost se sušeným hovězím masem je úplně prázdná, a Apu zklamaně odejde. Homer zjistí, že jejich sušené maso ukradla rodina mývalů. Té noci má Líza halucinace o své starší verzi ve tvaru kuřáka, která ji přesvědčuje, aby pokračovala v kouření, a pochybuje o pravdivosti takové vize, dokud ji nepřesvědčí její feministické hrdinky tím, že také vidí jejich vize, z nichž všechny byly kuřačky. 
Homer sleduje jednoho z mývalů do jejich příbytku pod pařezem a chystá se je zabít, přestože ho Bart varuje, že souboje se zvířaty vždycky prohrává. Poté, co Homer vidí, že jejich rodina je v podstatě mývalí verzí jeho rodiny, se Homer k vraždě nemůže odhodlat. Během baletní pauzy nemůže Líza vdechnout žádný kouř. Uvědomí si, že její jedinou možností je skutečně si zapálit cigaretu, a jednu si vezme. Právě když se ji chystá vykouřit, přijde Homer, sebere jí ji a zděšen kouřením své dcery jde Marge říct, že je třeba Lízu z baletní akademie vyškrtnout, ale zjistí, jak je na Lízu pyšná; Homer nesnese, aby Marge zničil její štěstí. Nařídí však Líze, aby přestala kouřit, a nechá Barta, aby na ni dohlédl. 
Když Bart Homera informuje, že Líza je stále závislá na cigaretovém kouři, vymyslí Homer plán, do kterého zapojí jednoho z mývalů. V noci Lízina baletního představení Šípkové Růženky se mýval vloupe do šatny a ukradne všechny cigarety a peníze. Na jevišti se všechny baletky brzy vymknou kontrole a Líza naštvaným divákům řekne, že balet je něco, co Amerika vnutila dětem, a přestane kouřit, čímž podnítí Busbyho, aby také přestal kouřit. Líze se nakonec podaří překonat závislost na kouření pomocí dětských nikotinových náplastí Hello Kitty. Marge se také poučí: rodiče by se neměli snažit dosáhnout svých snů prostřednictvím svých dětí, ale Homer dokazuje, že se této poučce ještě nenaučil, protože nutí Barta, aby se stal mexickým zápasníkem zvaným El Guapo, což ve španělštině znamená „hezký“.

## Přijetí
Ve Spojených státech díl během premiéry sledovalo 7,10 milionu diváků.
Richard Keller z TV Squad uvedl, že se mu epizoda týdne líbila, ale poznamenal, že „nebyla tak silná jako předchozí dvě“.
Robert Canning z IGN si myslel, že díl byl dobrý a že „začal velmi, velmi silně“, ale poznamenal, že se zdálo, že v průběhu ztrácí komediální tempo. Obzvláště se mu líbil gaučový gag v epizodě a uvedl, že „to byla skvělá připomínka raných, nevinných dob kreslených komedií, ale s moderním simpsonovským nádechem“. Epizodě udělil 7,2 bodu 10.
Patrick D. Gaertner ze serveru Puzzled Pagan napsal: „Z této epizody mám trochu rozporuplný pocit. Na jednu stranu se mi moc líbí premisa. Trochu mě šokuje, že jsme tu ještě neměli díl o tom, jak se jedno z dětí vyrovnává s tlakem cigaret, a myslím, že to zvládli docela fantasticky. Naprosto žeru myšlenku, že se Líza nechá zapojit do nějaké činnosti, kterou nemá ráda, aby udělala radost Marge, a způsob, jakým se vypořádali s myšlenkou tlaku vrstevníků, byl dost dobrý. Líza prostě chce udělat Marge radost a tím, že bude dobrá v baletu, toho dosáhne. Takže musí kouřit, protože právě díky tomu je v baletu dobrá. Je to začarovaný kruh a vypadalo to docela realisticky. Na druhou stranu nevím, jestli skutečná epizoda skutečně dostála své premise. Vtipy tam tak nějak nebyly a bylo tam hodně divných dějových rozhodnutí, které mi tak nějak bránily v tom, aby se mi epizoda opravdu líbila. Trhaný děj byl takový divný, ale asi to nevadilo. Aspoň to nebylo tak rušivé jako minulý béčkový díl. Mám pocit, že je to epizoda, kterou spíš respektuji, než že by se mi líbila, což je pořád krok vpřed oproti spoustě dílů z posledních pár řad.“.